# Kepler-1649 b
Kepler-1649 b è un pianeta roccioso in orbita attorno alla nana rossa Kepler-1649, a circa 300 anni luce dalla Terra e visibile nella costellazione del Cigno.

## Caratteristiche
Scoperto nel 2017 con il metodo del transito grazie alla missione Kepler della NASA, Kepler-1649 b ha dimensioni paragonabili a quelle della Terra e completa un'orbita in circa 8,69 giorni, ad una distanza media pari a 20 volte la distanza della Luna dalla Terra. Riceve dalla sua stella un flusso radiante pari a 2,2 volte quello ricevuto dalla Terra, paragonabile a quello che riceve Venere dal Sole. Molti pianeti di tipo terrestre sono stati scoperti negli anni 2010 e l'importanza dello studio di analoghi venusiani potrebbe aiutare a capire meglio i limiti delle zone abitabili delle stelle, e spiegare perché pianeti così simili in dimensioni come Venere e la Terra, possano avere destini tanto diversi.
Il pianeta potrebbe essere troppo caldo per supportare l'acqua allo stato liquido e potrebbe essere andato incontro, come Venere, a un effetto serra incontrollato. La sua temperatura di equilibrio planetaria è di 307±26 K (34 °C), tuttavia essa non tiene conto dell'effetto serra, in grado di innalzare notevolmente la temperatura superficiale, come è avvenuto su Venere, che in superficie ha una temperatura di oltre 450 °C. La differenza sostanziale con Venere, così come quella tra la Terra e il più mite pianeta c, risiede nel tipo di stella madre: le piccole nane rosse sono meno stabili del Sole, e i pianeti nelle loro zone abitabili si trovano in rotazione sincrona, volgendo verso di esse sempre lo stesso emisfero.